# Síndrome de desgaste
El síndrome de desgaste, también llamado síndrome consuntivo, consunción o emaciación, es un proceso asociado a la infección por VIH. Es la pérdida involuntaria de al menos 10% del peso corporal inicial en presencia de diarrea, más de dos deposiciones por día, fiebre o debilidad crónica.
El síndrome de desgaste suele ser uno de los primeros síntomas de SIDA, pudiendo presentarse también durante el periodo de latencia o fase asintomática con signos clínicos difusos. Además es la principal manifestación del complejo sintomático precoz, estado que precede al SIDA.